# Fəridə Əzizova
Fəridə Əzizova –también escrito como Farida Azizova– (Qusar, 6 de junio de 1995) es una deportista azerbaiyana que compite en taekwondo.
Ganó dos medallas de bronce en el Campeonato Mundial de Taekwondo, en los años 2013 y 2019, y una medalla de bronce en el Campeonato Europeo de Taekwondo de 2014. En los Juegos Europeos de Bakú 2015 consiguió una medalla de plata en la categoría de –67 kg.
Participó en tres Juegos Olímpicos de Verano, entre los años 2012 y 2020, ocupando el quinto lugar en Río de Janeiro 2016, en la categoría de –67 kg.

## Palmarés internacional
| Campeonato Mundial | Campeonato Mundial       | Campeonato Mundial | Campeonato Mundial |
| Año                | Lugar                    | Medalla            | Categoría          |
| ------------------ | ------------------------ | ------------------ | ------------------ |
| 2013               | Puebla (México)          | Medalla de bronce  | –67 kg             |
| 2019               | Mánchester (Reino Unido) | Medalla de bronce  | –67 kg             |
| Juegos Europeos    |                          |                    |                    |
| Año                | Lugar                    | Medalla            | Categoría          |
| 2015               | Bakú (Azerbaiyán)        | Medalla de plata   | –67 kg             |
| Campeonato Europeo |                          |                    |                    |
| Año                | Lugar                    | Medalla            | Categoría          |
| 2014               | Bakú (Azerbaiyán)        | Medalla de bronce  | –67 kg             |